# 1. Fußball-Club Köln 01/07 1992-1993
Questa voce raccoglie le informazioni riguardanti il 1. Fußball-Club Köln 01/07 nelle competizioni ufficiali della stagione 1992-1993.

## Stagione
Nella stagione 1992-1993 il Colonia, allenato da Jörg Berger, Wolfgang Jerat e Morten Olsen, concluse il campionato di Bundesliga al 12º posto. In Coppa di Germania il Colonia fu eliminato al secondo turno dal Duisburg. In Coppa UEFA il Colonia fu eliminato al primo turno dal Celtic.

## Rosa
| N. |                      | Ruolo | Calciatore      |
| -- | -------------------- | ----- | --------------- |
| 3  | Germania (bandiera)  | D     | Karsten Baumann |
| 5  | Germania (bandiera)  | C     | Patrick Weiser  |
| 6  | Germania (bandiera)  | C     | Olaf Janßen     |
| 8  | Germania (bandiera)  | C     | Rico Steinmann  |
| 14 | Danimarca (bandiera) | D     | Henrik Andersen |
|    | Germania (bandiera)  | P     | Alexander Bade  |
|    | Germania (bandiera)  | P     | Bodo Illgner    |
|    | Danimarca (bandiera) | D     | Kim Christofte  |
|    | Germania (bandiera)  | D     | Alfons Higl     |
|    | Germania (bandiera)  | D     | Carsten Keuler  |
|    | Norvegia (bandiera)  | D     | Roger Nilsen    |
|    | Germania (bandiera)  | D     | André Trulsen   |

| N. |                     | Ruolo | Calciatore         |
| -- | ------------------- | ----- | ------------------ |
|    | Germania (bandiera) | C     | Mahmut Calışkan    |
|    | Germania (bandiera) | C     | Hans-Dieter Flick  |
|    | Germania (bandiera) | C     | Frank Greiner      |
|    | Germania (bandiera) | C     | Horst Heldt        |
|    | Polonia (bandiera)  | C     | Andrzej Kobylański |
|    | Polonia (bandiera)  | C     | Andrzej Rudy       |
|    | Germania (bandiera) | C     | Adrian Spyrka      |
|    | Germania (bandiera) | A     | Henri Fuchs        |
|    | Germania (bandiera) | A     | Uwe Fuchs          |
|    | Germania (bandiera) | A     | Dirk Lehmann       |
|    | Germania (bandiera) | A     | Frank Ordenewitz   |
|    | Germania (bandiera) | A     | Ralf Sturm         |

## Organigramma societario
Area tecnica
- Allenatore: Morten Olsen
- Allenatore in seconda:
- Preparatore dei portieri: Rolf Herings
- Preparatori atletici:

## Calciomercato

### Sessione estiva
| Acquisti | Acquisti       | Acquisti             | Acquisti |
| R.       | Nome           | da                   | Modalità |
| -------- | -------------- | -------------------- | -------- |
| D        | Roger Nilsen   | Viking               |          |
| D        | Kim Christofte | Brøndby              |          |
| D        | Carsten Keuler | Engers               |          |
| A        | Dirk Lehmann   | Alemannia Aquisgrana |          |
| C        | Andrzej Rudy   | Brøndby              |          |
| C        | Adrian Spyrka  | Kickers Stoccarda    |          |

| Cessioni | Cessioni          | Cessioni    | Cessioni |
| R.       | Nome              | a           | Modalità |
| -------- | ----------------- | ----------- | -------- |
| C        | Reinhold Daschner | Hannover 96 |          |
| D        | Anders Giske      | Brann       |          |
| C        | Falko Götz        | Galatasaray |          |
| A        | Peter Müller      | Homburg     |          |

### Sessione invernale
| Acquisti | Acquisti           | Acquisti          | Acquisti |
| R.       | Nome               | da                | Modalità |
| -------- | ------------------ | ----------------- | -------- |
| C        | Andrzej Kobylański | Siarka Tarnobrzeg |          |

| Cessioni | Cessioni          | Cessioni   | Cessioni |
| R.       | Nome              | a          | Modalità |
| -------- | ----------------- | ---------- | -------- |
| C        | Pierre Littbarski | JEF United |          |
| D        | Jann Jensen       | Wolfsburg  |          |

## Risultati

### Bundesliga

#### Girone di andata
| Arbitro: | Amerell |

|              |           |  |
| Eriksson 24’ | Marcatori |  |

| Arbitro: | Heynemann |

|  |           |            |
|  | Marcatori | 42’ Yeboah |

| Arbitro: | Malbranc |

|                                |           |  |
| Jähnig 34’ Zander 40’ Pilz 72’ | Marcatori |  |

| Arbitro: | Kiefer |

|                              |           |                        |
| Ordenewitz 25’ Steinmann 70’ | Marcatori | 54’ Rohde 84’ Weichert |

| Arbitro: | Strampe |

|                |           |                                   |
| Ordenewitz 68’ | Marcatori | 32’ Kreuzer 44’ Wouters 78’ Ziege |

| Arbitro: | Boos |

|                                                |           |                            |
| Neuhaus 35’ Buckmaier 61’ Prinzen 77’ Sané 79’ | Marcatori | 14’, 71’ (rig.) Ordenewitz |

| Arbitro: | Ziller |

|  |           |             |
|  | Marcatori | 44’ Schmidt |

| Arbitro: | Theobald |

|            |           |                         |
| Dahlin 30’ | Marcatori | 25’ Rudy 55’ Ordenewitz |

| Arbitro: | Albrecht |

|                                             |           |                          |
| Steinmann 8’ Rudy 30’ Lehmann 56’ Sturm 90’ | Marcatori | 28’ Wynalda 69’ Savichev |

| Arbitro: | Steinborn |

|                       |           |  |
| Beiersdorfer 18’, 69’ | Marcatori |  |

| Arbitro: | Kasper |

|                                           |           |                |
| Ordenewitz 34’ (rig.), 88’ Littbarski 43’ | Marcatori | 62’ Sverrisson |

| Arbitro: | Strigel |

|                               |           |             |
| Köpke 45’ (rig.) Olivares 73’ | Marcatori | 33’ Trulsen |

| Arbitro: | Krug |

|           |           |  |
| Fuchs 41’ | Marcatori |  |

| Arbitro: | Haupt |

|                                          |           |           |
| Rudy 16’ (aut.) Kir'jakov 17’ Bender 55’ | Marcatori | 76’ Fuchs |

| Arbitro: | Schmidhuber |

|             |           |  |
| Greiner 25’ | Marcatori |  |

| Arbitro: | Scheuerer |

|                |           |  |
| Mihajlović 23’ | Marcatori |  |

| Arbitro: | Löwer |

|                                                            |           |  |
| Greiner 11’ Fuchs 21’, 80’ Fuchs 41’ Ordenewitz 87’ (rig.) | Marcatori |  |

#### Girone di ritorno
| Arbitro: | Strigel |

|  |           |                                    |
|  | Marcatori | 28’ Witeczek 63’ Goldbæk 84’ Hotić |

| Arbitro: | Dellwing |

|                      |           |          |
| Bein 30’ Schmitt 45’ | Marcatori | 87’ Rudy |

| Arbitro: | Heynemann |

|                                |           |              |
| Keuler 19’ Sturm 64’ Fuchs 86’ | Marcatori | 74’ Maucksch |

| Arbitro: | Albrecht |

|                            |           |  |
| Eck 7’ von Heesen 68’, 89’ | Marcatori |  |

| Arbitro: | Mölm |

|                                    |           |  |
| Ziege 13’ Wohlfarth 81’ Schupp 83’ | Marcatori |  |

| Arbitro: | Gläser |

|                          |           |  |
| Fuchs 77’, 88’ Sturm 90’ | Marcatori |  |

| Arbitro: | Ziller |

|                                       |           |          |
| Zorc 4’ Chapuisat 66’ Sammer 70’, 85’ | Marcatori | 82’ Rudy |

| Arbitro: | Führer |

|           |           |                          |
| Fuchs 90’ | Marcatori | 68’ Schneider 76’ Dahlin |

| Arbitro: | Fux |

|  |           |                                    |
|  | Marcatori | 30’ Fuchs 55’ Heldt 88’ Ordenewitz |

| Colonia 23 aprile 1993, ore 20:00 CEST 27ª giornata | Colonia   | 0 – 0 referto | Werder Brema | Müngersdorfer Stadion (38 000 spett.)\| Arbitro: \| Habermann \| |
| Arbitro:                                            | Habermann |               |              |                                                                  |

| Arbitro: | Harder |

|                 |           |  |
| Kienle 52’, 77’ | Marcatori |  |

| Arbitro: | Mölm |

|                     |           |  |
| Littbarski 67’, 71’ | Marcatori |  |

| Arbitro: | Weber |

|                           |           |  |
| Kirsten 1’, 47’ Hapal 72’ | Marcatori |  |

| Arbitro: | Kiefer |

|                      |           |  |
| Sturm 47’ Keuler 68’ | Marcatori |  |

| Bochum 22 maggio 1993, ore 15:30 CEST 32ª giornata | Bochum      | 0 – 0 referto | Colonia | Ruhrstadion (41 021 spett.)\| Arbitro: \| Schmidhuber \| |
| Arbitro:                                           | Schmidhuber |               |         |                                                          |

| Arbitro: | Boos |

|                           |           |            |
| Steinmann 43’ Greiner 80’ | Marcatori | 78’ Müller |

| Krefeld 5 giugno 1993, ore 15:30 CEST 34ª giornata | Bayer Uerdingen | 0 – 0 referto | Colonia | Grotenburg Stadion (15 800 spett.)\| Arbitro: \| Amerell \| |
| Arbitro:                                           | Amerell         |               |         |                                                             |

### Coppa di Germania
| Arbitro: | Eßbach |

|  |           |                                                                                              |
|  | Marcatori | 41’ Littbarski 47’ (rig.), 65’ Ordenewitz 53’ Sturm 77’ Flick 80’ Heldt 83’ Rudy 90’ Greiner |

| Arbitro: | Fröhlich |

|                                 |                      |                                            |
| Harforth Tarnat Schmidt Nijhuis | Tiri di rigore 4 – 3 | Steinmann Ordenewitz Heldt Higl Littbarski |

### Coppa UEFA
| Arbitro: | Žuk |

|                           |           |  |
| Jensen 25’ Ordenewitz 82’ | Marcatori |  |

| Arbitro: | Goethals |

|                                    |           |  |
| McStay 36’ Creaney 38’ Collins 81’ | Marcatori |  |

## Statistiche

### Statistiche di squadra
| Competizione      | Punti | In casa | In casa | In casa | In casa | In casa | In casa | In trasferta | In trasferta | In trasferta | In trasferta | In trasferta | In trasferta | Totale | Totale | Totale | Totale | Totale | Totale | DR  |
| Competizione      | Punti | G       | V       | N       | P       | Gf      | Gs      | G            | V            | N            | P            | Gf           | Gs           | G      | V      | N      | P      | Gf     | Gs     | DR  |
| ----------------- | ----- | ------- | ------- | ------- | ------- | ------- | ------- | ------------ | ------------ | ------------ | ------------ | ------------ | ------------ | ------ | ------ | ------ | ------ | ------ | ------ | --- |
| Bundesliga        | 28    | 17      | 10      | 2       | 5       | 30      | 17      | 17           | 2            | 2            | 13           | 11           | 34           | 34     | 12     | 4      | 18     | 41     | 51     | -10 |
| Coppa di Germania | -     | 0       | 0       | 0       | 0       | 0       | 0       | 2            | 1            | 1            | 0            | 8            | 0            | 2      | 1      | 1      | 0      | 8      | 0      | +8  |
| Coppa UEFA        | -     | 1       | 1       | 0       | 0       | 2       | 0       | 1            | 0            | 0            | 1            | 0            | 3            | 2      | 1      | 0      | 1      | 2      | 3      | -1  |
| Totale            | 28    | 18      | 11      | 2       | 5       | 32      | 17      | 20           | 3            | 3            | 14           | 19           | 37           | 38     | 14     | 5      | 19     | 51     | 54     | -3  |

### Andamento in campionato
| Giornata  | 1  | 2  | 3  | 4  | 5  | 6  | 7  | 8  | 9  | 10 | 11 | 12 | 13 | 14 | 15 | 16 | 17 | 18 | 19 | 20 | 21 | 22 | 23 | 24 | 25 | 26 | 27 | 28 | 29 | 30 | 31 | 32 | 33 | 34 |
| --------- | -- | -- | -- | -- | -- | -- | -- | -- | -- | -- | -- | -- | -- | -- | -- | -- | -- | -- | -- | -- | -- | -- | -- | -- | -- | -- | -- | -- | -- | -- | -- | -- | -- | -- |
| Luogo     | T  | C  | T  | C  | C  | T  | C  | T  | C  | T  | C  | T  | C  | T  | C  | T  | C  | C  | T  | C  | T  | T  | C  | T  | C  | T  | C  | T  | C  | T  | C  | T  | C  | T  |
| Risultato | P  | P  | P  | N  | P  | P  | P  | V  | V  | P  | V  | P  | V  | P  | V  | P  | V  | P  | P  | V  | P  | P  | V  | P  | P  | V  | N  | P  | V  | P  | V  | N  | V  | N  |
| Posizione | 16 | 18 | 18 | 18 | 18 | 18 | 18 | 18 | 18 | 18 | 16 | 17 | 16 | 16 | 14 | 15 | 14 | 15 | 16 | 16 | 16 | 16 | 16 | 16 | 16 | 16 | 16 | 17 | 16 | 17 | 15 | 15 | 13 | 12 |

Legenda:

Luogo: C = Casa; T = Trasferta. Risultato: V = Vittoria; N = Pareggio; P = Sconfitta.

### Statistiche dei giocatori
| Giocatore     | Bundesliga | Bundesliga | Bundesliga  | Bundesliga | Coppa di Germania | Coppa di Germania | Coppa di Germania | Coppa di Germania | Coppa UEFA | Coppa UEFA | Coppa UEFA  | Coppa UEFA | Totale   | Totale | Totale      | Totale     |
| Giocatore     | Presenze   | Reti       | Ammonizioni | Espulsioni | Presenze          | Reti              | Ammonizioni       | Espulsioni        | Presenze   | Reti       | Ammonizioni | Espulsioni | Presenze | Reti   | Ammonizioni | Espulsioni |
| ------------- | ---------- | ---------- | ----------- | ---------- | ----------------- | ----------------- | ----------------- | ----------------- | ---------- | ---------- | ----------- | ---------- | -------- | ------ | ----------- | ---------- |
| H. Andersen   | 3          | 0          | 0           | 0          | 0                 | 0                 | 0                 | 0                 | 0          | 0          | 0           | 0          | 3        | 0      | 0           | 0          |
| A. Bade       | 4          | 0          | 0           | 0          | 0                 | 0                 | 0                 | 0                 | 0          | 0          | 0           | 0          | 4        | 0      | 0           | 0          |
| K. Baumann    | 28         | 0          | 6           | 0          | 2                 | 0                 | 0                 | 0                 | 2          | 0          | 0           | 0          | 32       | 0      | 6           | 0          |
| M. Calışkan   | 1          | 0          | 0           | 0          | 0                 | 0                 | 0                 | 0                 | 0          | 0          | 0           | 0          | 1        | 0      | 0           | 0          |
| K. Christofte | 20         | 0          | 0           | 0          | 1                 | 0                 | 0                 | 0                 | 0          | 0          | 0           | 0          | 21       | 0      | 0           | 0          |
| H. Flick      | 4          | 0          | 0           | 0          | 2                 | 1                 | 0                 | 0                 | 1          | 0          | 0           | 0          | 7        | 1      | 0           | 0          |
| H. Fuchs      | 21         | 6          | 2           | 0          | 0                 | 0                 | 0                 | 0                 | 0          | 0          | 0           | 0          | 21       | 6      | 2           | 0          |
| U. Fuchs      | 16         | 4          | 3           | 1          | 0                 | 0                 | 0                 | 0                 | 1          | 0          | 0           | 0          | 17       | 4      | 3           | 1          |
| F. Greiner    | 26         | 3          | 6           | 0          | 1                 | 1                 | 0                 | 0                 | 1          | 0          | 1           | 0          | 28       | 4      | 7           | 0          |
| H. Heldt      | 27         | 1          | 3           | 0          | 2                 | 1                 | 0                 | 0                 | 2          | 0          | 0           | 0          | 31       | 2      | 3           | 0          |
| A. Higl       | 22         | 0          | 2           | 0          | 2                 | 0                 | 1                 | 0                 | 2          | 0          | 0           | 0          | 26       | 0      | 3           | 0          |
| B. Illgner    | 31         | 0          | 2           | 1          | 2                 | 0                 | 0                 | 0                 | 2          | 0          | 0           | 0          | 35       | 0      | 2           | 1          |
| O. Janßen     | 16         | 0          | 3           | 0          | 1                 | 0                 | 0                 | 0                 | 0          | 0          | 0           | 0          | 17       | 0      | 3           | 0          |
| J. Jensen     | 10         | 0          | 1           | 0          | 1                 | 0                 | 0                 | 0                 | 2          | 1          | 0           | 0          | 13       | 1      | 1           | 0          |
| C. Keuler     | 21         | 2          | 4           | 0          | 1                 | 0                 | 1                 | 0                 | 1          | 0          | 0           | 0          | 23       | 2      | 5           | 0          |
| A. Kobylański | 4          | 0          | 1           | 0          | 0                 | 0                 | 0                 | 0                 | 0          | 0          | 0           | 0          | 4        | 0      | 1           | 0          |
| D. Lehmann    | 2          | 1          | 0           | 0          | 1                 | 0                 | 0                 | 0                 | 1          | 0          | 0           | 0          | 4        | 1      | 0           | 0          |
| P. Littbarski | 26         | 3          | 3           | 0          | 2                 | 1                 | 1                 | 0                 | 2          | 0          | 0           | 0          | 30       | 4      | 4           | 0          |
| R. Nilsen     | 10         | 0          | 0           | 0          | 0                 | 0                 | 0                 | 0                 | 0          | 0          | 0           | 0          | 10       | 0      | 0           | 0          |
| F. Ordenewitz | 30         | 9          | 6           | 0          | 2                 | 2                 | 0                 | 0                 | 2          | 1          | 0           | 0          | 34       | 12     | 6           | 0          |
| A. Rudy       | 32         | 4          | 2           | 1          | 2                 | 1                 | 0                 | 0                 | 2          | 0          | 0           | 0          | 36       | 5      | 2           | 1          |
| A. Spyrka     | 5          | 0          | 0           | 0          | 0                 | 0                 | 0                 | 0                 | 0          | 0          | 0           | 0          | 5        | 0      | 0           | 0          |
| R. Steinmann  | 24         | 3          | 3           | 1          | 1                 | 0                 | 0                 | 0                 | 2          | 0          | 0           | 0          | 27       | 3      | 3           | 1          |
| R. Sturm      | 23         | 4          | 3           | 0          | 1                 | 1                 | 0                 | 0                 | 1          | 0          | 0           | 0          | 25       | 5      | 3           | 0          |
| A. Trulsen    | 12         | 1          | 5           | 0          | 1                 | 0                 | 1                 | 0                 | 0          | 0          | 0           | 0          | 13       | 1      | 6           | 0          |
| P. Weiser     | 23         | 0          | 1           | 0          | 1                 | 0                 | 0                 | 0                 | 2          | 0          | 0           | 0          | 26       | 0      | 1           | 0          |